# ياجدتيجر
ياجتايجر ("Hunting Tiger") هو الاسم الشائع لمدمرة دبابات ثقيلة ألمانية من الحرب العالمية الثانية. أسمها الرسمي هو بانزر ياج تايجر أوسف. بي لأنها تعتمد على هيكل دبابة تايجر2. بلغ وزنها 71 طناً، وكانت تعد أثقل مركبة حربية مدرعة استخدمت خلال الحرب العالمية الثانية وهي أثقل مركبة مدرعة من أي نوع تدخل في خط إنتاج متسلسل. حملت المدمرة مدفعًا رئيسيًا عيار 128 ملم PaK 44 L/55، قادرًا على التفوق على أي دبابة تابعة للحلفاء من حيث المدى وقوة التدمير. خدمت بأعداد قليلة من أواخر عام 1944 وحتى نهاية الحرب على كل من الجبهة الغربية والشرقية. على الرغم من أن 150 تم طلبها، إلا أن ما بين 70 و 88 تم إنتاجها. بسبب الوزن الزائد ، كانت تعاني باستمرار من مشاكل ميكانيكية. لا يزال ثلاثة من ياغتايجر معروضة في المتاحف.

## تطوير
مع نجاح ستج 3 و ماردر 1 و ماردر 2 و ماردر 3 كمدمرات للدبابات، قررت القيادة العسكرية لألمانيا النازية استخدام هيكل مركبات القتال المدرعة الحالية كأساس للمدافع ذاتية الدفع. استخدمت مدمرات الدبابات الألمانية في الحرب العالمية الثانية كاسيمات ثابتة بدلاً من الأبراج المنقولة لتقليل التكلفة والوزن والمواد المستخدمة لتركيب مدافع من عيارات كبيرة جدا.
في أوائل عام 1942، تم تقديم طلب من هيئة الأركان العامة للجيش لتركيب مدفع من عيار 128 ملم على هيكل مدفع ذاتي الحركة. اختبارات اطلاق النار من مدفع بعيار 128 ملم،  أظهر أن لديه نسبة عالية من معدل إطلاق النيران. مدافع من عيارات أصغر، مثل عيار 88 ملم و 105 ملم، تم اختبارها أيضا. 
بحلول أوائل عام 1943، تم اتخاذ قرار بتثبيت مدفع عيار 128 ملم على دبابة بانثر أو تايجر 1 كمدفع هجومي ثقيل. تم اعتبار هيكل بانثر غير مناسب بعد إنشاء نموذج بالحجم الطبيعي من التصميم المقترح. في 20 أكتوبر 1943، تم تصميم نموذج خشبي آخر على هيكل تايجر 2، وتم تقديمه لهتلر في بروسيا الشرقية. تم إنتاج نموذجين؛ إصدار مع نظام تعليق بورشيه ذو العجلات الثمانية (رقم 305001) ونسخة مع نظام تعليق العجلة المتداخلة الخاص بهينيكل ناين (رقم 305002)،  كما هو مستخدم في إنتاج تايجر2. تم الانتهاء منها في فبراير 1944. تم تصنيفها في الأصل على أنها ياجبانزر ستة، ولكنها سميت فيما بعد باسم ياجتايجر. 

## إنتاج
| تاريخ       | رقم أنتجت | الرقم التسلسلي |
| ----------- | --------- | -------------- |
| فبراير 1944 | 2         | 305001-305002  |
| يوليو 1944  | 3         | 305003-305005  |
| أغسطس 1944  | 3         | 305006-305008  |
| سبتمبر 1944 | 8         | 305009-305016  |
| أكتوبر 1944 | 9         | 305017-305025  |
| نوفمبر 1944 | 6         | 305026-305031  |
| ديسمبر 1944 | 20        | 305032-305051  |
| يناير 1945  | 10        | 305052-305061  |
| فبراير 1945 | 13        | 305062-305074  |
| مارس 1945   | 3         | 305075-305077  |
| أبريل 1945  | 7         | 305078-305084  |
| مايو 1945   | 4         | 305085-305088  |
|             |           |                |

بعد الرقم التسلسلي 305011 (سبتمبر 1944)، لم يتم تطبيق طلاء Zimmerit المضاد للمغناطيس.

## تاريخ القتال
فقط كتيبتان ثقيلتان مضادتان للدبابات ( schwere Panzerjäger-Abteilung) ، برقم 512 و 653 ، تم تجهيزهما بياجتايجر، مع وصول المركبات الأولى إلى الوحدات في سبتمبر 1944. حوالي 20٪ فقدوا في المعارك، ودُمر معظمهم من قبل أطقمهم عندما هجروها، ويعزى ذلك أساسًا إلى الأعطال الميكانيكية المختلفة أو النقص المزمن في الوقود في المراحل الأخيرة من الحرب.

## الناجين
بقي ثلاثة من ياجتايجر محفوظون في متاحف حول العالم، واحد في الولايات المتحدة والمملكة المتحدة وروسيا:
- ياجتايجر بالرقم التسلسلي 305004

متحف الدبابات في إنجلترا. أحد المتغيرات المصممة للتعليق في تصميم 11 بورش ، تم الاستيلاء عليها من قبل القوات البريطانية في أبريل من عام 1945 بالقرب من Sennelager ، ألمانيا حيث كانت تستخدم للمحاكمات.  محطة العجلة الثالثة على الجانب الأيسر مفقودة. تم تطبيق Zimmerit على ارتفاع 2 متر تقريبًا على الهيكل العلوي وتم رسم اللوحة الألمانية بالكنكريوز في القسم الأوسط من جانب السيارة. تم العثور على العجلة المسننة ذات 18 سنًا على هذه السيارة.

## روابط خارجية
- أتشتونج بانزر!
- Battletanks.com
- Panzerworld
- دبابات الباقين على قيد الحياة Tiger - ملف PDF يقدم دبابات Tiger (Tiger I و Kingtiger و Jagdtiger و Sturmtiger) لا يزال موجودًا في العالم